# 1968 في ألمانيا
فيما يلي قوائم الأحداث التي وقعت خلال عام 1968 في ألمانيا.

## سياسة

### تعيين في المنصب
- 1 يناير – هنري كابوت لودج الابن سفير لدى ألمانيا.
- 1 نوفمبر – هربرت ويخمان رئيس البوندسرات.

### انتهاء فترة المنصب
- 31 أكتوبر – كلاوس شوتس رئيس البوندسرات.

## رياضة
- 4 أغسطس – جائزة ألمانيا الكبرى 1968 الفائز جاكي ستيورات.

## مواليد

### يناير
- 1 يناير – اندرياس دوب مصوّر سينمائي ألماني.
- 1 يناير – إبراهيم الزيات
- 1 يناير – باتريك اورت مصوّر سينمائي ألماني.
- 1 يناير – كاي فاياند كاتب ألماني.
- 20 يناير – ديتر باور فيزيائي ألماني.
- 25 يناير – انغا بوش ممثلة ألمانية.
- 31 يناير – أندريه باور ممثل ألماني.

### فبراير
- 4 فبراير – أستريد كلوك سياسية ألمانية.
- 22 فبراير – جيري ريان ممثلة أمريكية.
- 24 فبراير – مارتن فاغنر لاعب كرة قدم ألماني.

### مارس
- 8 مارس – إدغار بارث سائق فورمولا 1 ألماني.
- 30 مارس – باتريك باش

### أبريل
- 3 أبريل – بيرند كارباتشير لاعب كرة مضرب ألماني.
- 7 أبريل – توماس إب لاعب كرة قدم ألماني.
- 15 أبريل – هينينغ هارنيش لاعب كرة سلة ألماني.
- 23 أبريل – فولكر ماير سياسي ألماني.
- 25 أبريل – توماس شترونتس لاعب كرة قدم ألماني.

### مايو
- 1 مايو – أوليفر بيرهوف لاعب كرة قدم ألماني.
- 3 مايو - بربل باس، سياسية.
- 6 مايو – نيكول ماريستشكا ممثلة ألمانية.
- 8 مايو – سيباستيان شيبر
- 10 مايو – ماركوس زوكي لاعب كرة مضرب ألماني.
- 25 مايو – ديرك آدامز سياسي ألماني.

### يونيو
- 8 يونيو – تورستن غوتشي كاياكير ألماني.

### يوليو
- 10 يوليو – توربن ثين لاعب كرة مضرب ألماني.
- 30 يوليو – أنوشكا تيشير كاتبة ألمانية.

### أغسطس
- 1 أغسطس – روبرت نيكوليتش لاعب كرة قدم ألماني.
- 2 أغسطس – شتيفان إيفنبرغ لاعب كرة قدم ألماني.
- 25 أغسطس – رولف ألداج درّاج طريق ألماني.
- 28 أغسطس – جريجور ويبر

### سبتمبر
- 23 سبتمبر – وندلين ويرنر
- 29 سبتمبر – سفينيا شولتسه سياسية ألمانية.

### أكتوبر
- 13 أكتوبر – كاي بلوم
- 18 أكتوبر – مايكل ستيتش لاعب كرة مضرب ألماني.

### نوفمبر
- 9 نوفمبر – إكسيل شولتس
- 13 نوفمبر – أكيم فون بوريس
- 16 نوفمبر – ماركو بيثاأولي لاعب كرة قدم ألماني.
- 19 نوفمبر – كاتارينا بارلي سياسية ألمانية.
- 21 نوفمبر – فلوريان ماير حكم كرة قدم ألماني.

### ديسمبر
- 3 ديسمبر – إيزابيل كويتو لاعبة كرة مضرب ألمانية.
- 4 ديسمبر – أرمين كريمر
- 17 ديسمبر – كلوديا كيمفيرت عالمة اقتصاد ألمانية.
- 18 ديسمبر – ماريو باسلر لاعب كرة قدم ألماني.

## وفيات

### فبراير
- 23 فبراير – روبرت ثيلين (مواليد 1884) مهندس طيران ألماني.

### مارس
- 14 مارس – إروين بانوفسكي (مواليد 1892)

### أبريل
- 2 أبريل – كونو هوفمايستر (مواليد 1892) عالم فلك ألماني.
- 16 أبريل – ألبرت بيتز (مواليد 1885) فيزيائي ألماني.
- 25 أبريل – كارل هينزل (مواليد 1889) محامي ألماني.

### مايو
- 3 مايو – أوسكار كرويزر (مواليد 1887) لاعب كرة مضرب ألماني.
- 25 مايو – غيورغ فون كوخلر (مواليد 1881)

### يوليو
- 28 يوليو – أوتو هان (مواليد 1879) كيميائي ألماني.

### أغسطس
- 17 أغسطس – برونو بول (مواليد 1874) مهندس معماري ألماني.

### أكتوبر
- 20 أكتوبر – أوقست فيرنر (مواليد 1896) لاعب كرة قدم ألماني.

### نوفمبر
- 12 نوفمبر – كارل تسوخارت (مواليد 1887) كاتب ألماني.